# Andrew Foster (tennis)
Pour les articles homonymes, voir Andrew Foster.
Andrew Foster est un joueur britannique de tennis né le 16 mars 1972 à Stoke-on-Trent.

## Carrière
Classé 332e il parvient en 1/8 de finale au tournoi de Wimbledon en 1993. Parcours :
- Thomas Enqvist no 71 (4-6, 6-3, 6-2, 3-6, 6-3) (son unique match en 5 sets)
- Luis Herrera no 86 (6-4, 6-3, 6-4) (Herrera a éliminé la tête de série no 15 Karel Nováček)
- Andreï Olhovskiy no 49 (6-3, 6-5 abandon)
- perd contre Pete Sampras no 1 en 1/8 (1-6, 2-6, 6-7(6) (le seul joueur du top 10 qu'il ait rencontré dans sa carrière)

Hormis 1 match remporté dans un tournoi Challengers, ses 3 matchs (dont 1 sur abandon) remportés à Wimbledon 1993 lors de son 1/8 de finale, sont ses trois premiers matchs remportés sur le circuit principal ATP (4 victoires pour 6 défaites et en Grand Chelem : 4 victoires pour 4 défaites).
Il a joué 4 fois en simple en Grand Chelem toujours à Wimbledon grâce à des invitations (1992, 1993, 1994, 1996), 1/8 en 1993 et deuxième tour en 1994 après avoir battu Guillaume Raoux. En double il joue de 1992 à 1998 ainsi qu'en mixte en 1993 et 1994, toujours avec des invitations.
Sur le circuit principal il a joué et perdu un match après être passé par les qualifications, le 1er tour de Sydney en 1994.
Il a perdu 1 finale en tournoi Challenger à Bristol en 1995 contre Jeremy Bates.
Titres en doubles en Challenger (4) : Bromma 1996, Newcastle 1995, Jakarta 1994, Bangalore 1992.